# Corinne Sauvage

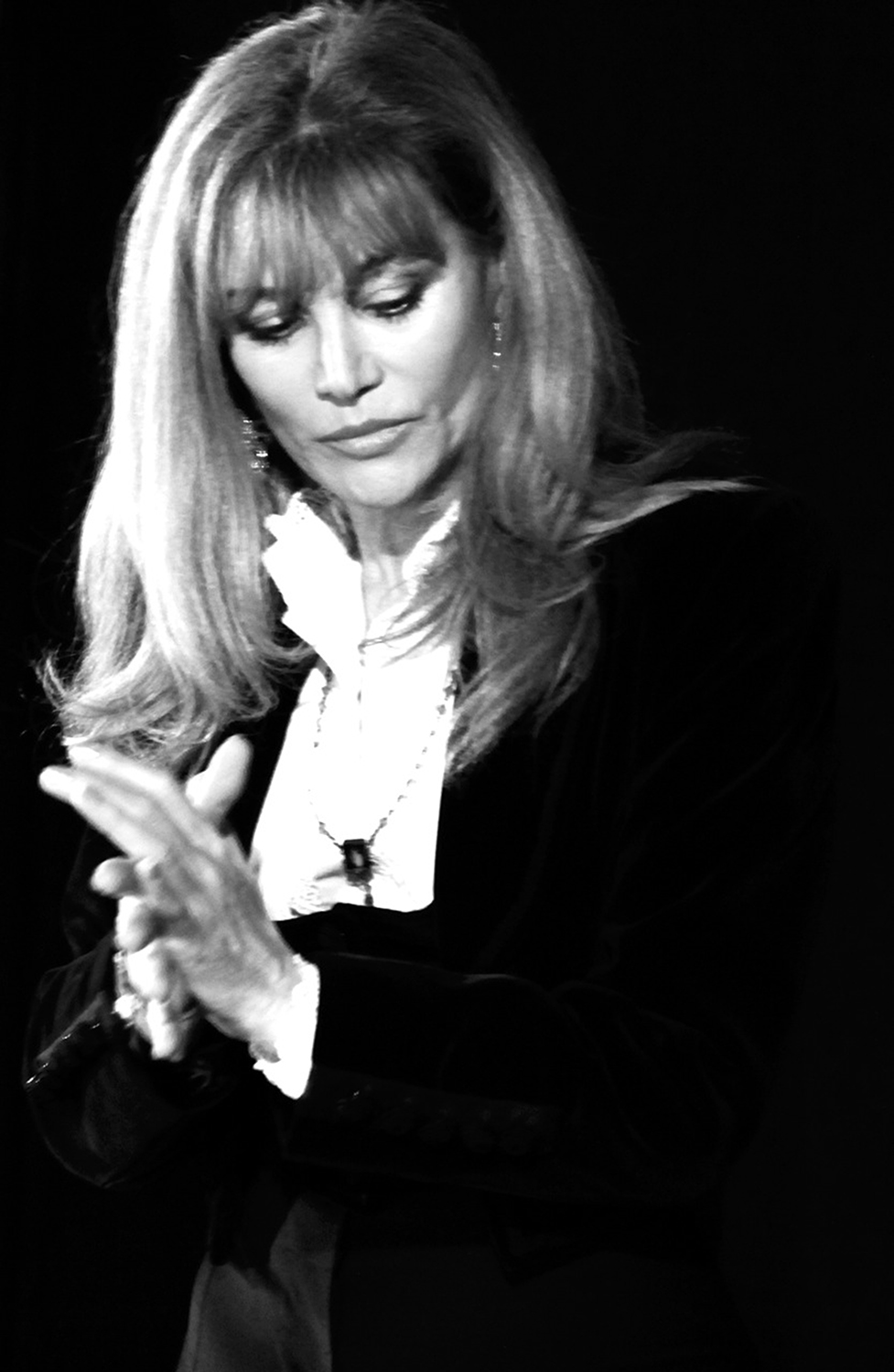
Corinne Sauvage in Paris (2014)

Corinne Sauvage, auch Caline oder Corinne Colbert, ist eine französische Schlager- und Chansonsängerin.

## Leben und Wirken
Mit dem Chanson La poupée versuchte sie sich beim französischen Vorentscheid zum Eurovision Song Contest 1977 und konnte mit Platz 2 keinen Sieg erringen. Ein Jahr später wurde sie ausgewählt, zusammen mit Oliver Toussaint aus Monaco beim Concours Eurovision de la Chanson 1978 in Paris zu vertreten. Mit dem Chanson Les jardins de Monaco erreichte das Duo den vierten Platz. 
Sie war parallel auch als Backgroundsängerin für Johnny Hallyday, Demis Roussos, oder Michel Sardou aktiv. Ab 2000 sang sie auf einer Tournee Lieder der Sängerin Dalida.
Corinne Sauvage wechselte mehrmals ihren Künstlernamen im Lauf ihrer Karriere.